# Walking in the Air
"Walking in the Air" é uma canção da banda finlandesa de metal sinfônico Nightwish, lançada como segundo single do álbum Oceanborn em 31 de janeiro de 1999 através da Spinefarm Records.

## Produção e lançamento
A canção foi originalmente escrita pelo pianista e compositor inglês Howard Blake para o filme de animação The Snowman (1982), baseado no livro infantil de 1978 de mesmo nome do autor Raymond Briggs. A canção que também foi regravada por diversos outros artistas ao longo dos anos — tais como Chloë Agnew e McFly — foi definida pelo líder e tecladista do Nightwish, Tuomas Holopainen, como sua "obra musical favorita de todos os tempos", o que despertou o interesse dele em regravá-la e incluí-la em algum disco da banda.
A canção foi regravada no estúdio Caverock, localizado na cidade de Kitee, Finlândia entre agosto e outubro de 1998 durante as sessões de gravação do álbum Oceanborn, sendo lançada como single no formato de CD em 31 de janeiro de 1999 numa versão editada, além de mais duas outras faixas do grupo.
"Walking in the Air" alcançou o primeiro lugar nas paradas finlandesas, e posteriormente foi certificado com Disco de Ouro por suas vendas no país.

## Performances ao vivo
A canção esteve presente de maneira regular no repertório ao vivo da banda entre 1999 e 2003, sendo retirada apenas na Once Upon a Tour. No entanto, a banda apresentou a canção novamente em 19 de setembro de 2009 pela primeira e única vez com a vocalista Anette Olzon, concerto esse que marcou também o encerramento da Dark Passion Play World Tour. Durante a performance, houve ainda a participação do multi-instrumentista Troy Donockley tocando gaita irlandesa, enquanto os músicos Emppu Vuorinen e Marko Hietala tocaram violões.
A primeira vocalista Tarja Turunen também regravou a canção para seu álbum solo Henkäys ikuisuudesta (2006), além de cantá-la ao vivo diversas vezes e incluí-la no seu disco ao vivo In Concert – Live at Sibelius Hall (2011).

## Faixas
| N.º            | Título                                | Letras            | Música         | Duração |  |
| 1.             | "Walking in the Air" (versão editada) | Howard Blake      | Blake          | 3:41    |  |
| 2.             | "Nightquest"                          | Tuomas Holopainen | Holopainen     | 4:15    |  |
| 3.             | "Tutankhamen"                         | Holopainen        | Nightwish      | 5:30    |  |
| Duração total: | Duração total:                        | Duração total:    | Duração total: | 13:26   |  |

## Desempenho comercial
| Paradas (1999)                      | Melhor posição |
| ----------------------------------- | -------------- |
| Finlândia (Suomen virallinen lista) | 1              |

| Região                        | Certificação |
| ----------------------------- | ------------ |
| Finlândia (Musiikkituottajat) | Ouro         |

## Créditos
Os créditos foram adaptados do encarte do single "Walking in the Air".
Banda
- Tuomas Holopainen – teclado
- Emppu Vuorinen – guitarra
- Tarja Turunen – vocais
- Jukka Nevalainen – bateria
- Sami Vänskä – baixo

Equipe técnica
- Maria Sandell – arte da capa
- Tiina Korhonen – fotografia